# Вольф-Дітер Льозер
Вольф-Дітер Льозер (нар. 1949 р., м. Варенгольц, Нижня Саксонія. Німеччина) — генерал-лейтенант Бундесверу, начальник Оборонного коледжу НАТО в Римі.

## Біографія
У 1968 р. розпочав службу в Бундесвері.
У 1972—1976 р.р. — навчався в офіцерській школі сухопутних військ, водночас здобув диплом у галузі політології.
1979—1981 р.р. — навчався на курсах офіцерів Генерального штабу у Командно-штабному коледжі Бундесверу, після чого був призначений на кілька штабних посад у гірській піхоті та у штабі заступника Верховного головнокомандувача ОЗС НАТО в Європі.
1981—1990 р.р. — командир 232-го батальйону гірської піхоти у Бішофсвайзені, згодом помічник Начальника відділу планування політики Міністерства оборони ФРН.
1990—1994 рр. — керівник апарату начальника штабу Бундесверу, згодом навчався в Національному оборонному університеті у Вашингтоні (округ Колумбія), де здобув ступінь магістра в галузі стратегії національної безпеки.
2004 р. — заступник командувача Єврокорпусу в Страсбурзі.
Серпень 2004 р. — лютий 2005 р. керував операціями VI контингенту Міжнародних сил сприяння безпеці на території Афганістану.
2005 р. призначений начальником Командно-штабного коледжу Бундесверу.
2008 р. призначений начальником Оборонного коледжу НАТО в Римі.